# 스카이워크 레지던스
스카이워크 레지던스(영어: Sky-walk Residence)는 대한민국 서울특별시 용산구 이촌동 용산국제업무지구에 취소된 마천루이다.

## 같이 보기
- 용산국제업무지구
- 대한민국의 마천루 목록
- 아시아의 마천루 목록
- 서울특별시의 마천루 목록